# Порховская улица (Санкт-Петербург)
По́рховская у́лица — улица в Московском районе Санкт-Петербурга. По проекту проходит от Пулковского шоссе за Себежский переулок (по проекту планировки — за Великолукскую улицу до тупика у развязки КАД и Московского шоссе), фактически — от Пулковского шоссе до поворота к железнодорожному переезду.

## История
Название было присвоено 4 июня 2019 года. Согласно топонимической концепции, все улицы на территории между Окружной, Варшавской железными дорогами и КАД наименованы по станциям Псковской области. Это обусловлено тем, что Варшавская железная дорога ведет в том числе в Псковскую область. Порхов — город Псковской области.
Единственный существующий участок Порховской улицы был построен в советское время для подъезда к шампиньонному заводу сельскохозяйственного предприятия «Лето». Это двухполосная дорога без тротуаров. Сейчас по ней осуществляется единственный въезд к двух жилым домам (на Пулковском шоссе, 42, корпуса 6 и 9).
Согласно проекту планировки, на участке Порховской улицы от Пулковского шоссе до Себежского переулка планируется построить четырехполосный путепровод. Он позволит пересекать железную дорогу на верхнем уровне и создать развязку с Пулковским шоссе. Однако эксперты полагают, что шансы на строительство путепровода только ради двух жилых домов мизерные. Согласно официальным данным, строительство путепровода запланировано осуществить в 2023—2027 годах на деньги города. Группа «ЦДС», построившая жилые дома, выделила деньги только на предпроектные проработки, причем не путепровода, а тоннеля.